# HD 148937
HD 148937 är en trolig dubbelstjärna belägen i den mellersta delen av stjärnbilden Vinkelhaken. Den har en kombinerad skenbar magnitud av ca 6,73 och kräver en handkikare eller ett mindre teleskop för att kunna observeras. Baserat på parallax enligt Gaia Early Data Release 3 på ca 0,84 mas beräknas den befinna sig på ett avstånd av ca 3 900 ljusår (ca 1 190 parsec) från solen. Den rör sig närmare solen med en heliocentrisk radialhastighet av ca -54 km/s. Stjärnan finns i den timglasformade emissionsnebulosan NGC 6164/65, som den genererade genom episoder av massutstötning.

## Observation
År 1955 identifierade C. S. Gum HD 148937 och möjligen 15 Sagittarii som orsak till emissionerna från regionen NGC 6164/65. År 1959 katalogiserade K. G. Heinze NGC 6164/65 som en planetarisk nebulosa och placerade HD 148937 i dess centrum, med de två nebulosorna och stjärnan som co-linjära. Emellertid är den skenbara magnituden för HD 148937 ljusare än någon annan kärna för en nebulosa av denna klass, och stjärnans spektra väckte frågor om deras evolutionära status. B. E. Westerlund klassificerade 1960 stjärnan som klass O6fp, med 'O' som betyder en stjärna av O-typ, 'f' anger emission från joniserat helium och kväve, och 'p' betyder en ospecificerad egenhet. Han hittade en serie symmetriska nebulosnäckor som omgav stjärnan vid vinkelseparationer av 3, 4, och 44–64 bågminuter.

Nebulosorna som omger HD 148937

År 1970 visade R. M. Catchpole och M. W. Feast att den radiella hastigheten för de två nebulosorna överensstämmer med att de utstötts och expanderar bort från den centrala stjärnan. En mycket ljusstark absolut visuell magnitud på -6 bekräftades 1972 för centralstjärnan, vilket visade att omgivningen inte är en planetarisk nebulosa. Stjärnan ligger inom ett H II-område som spänner över 2°, som är omgivet av ett tunt stoftskal. År 1980 visade stjärnan en massförlusthastighet på 2 × 10−7 solmassa per år, liknande andra huvudseriestjärnor av O-typ.
En överskottsanalys av de omgivande nebulosorna 1987 visade ett starkt överskott av kväve, som troligen kommer från stjärnbearbetning. Detta tyder på att stjärnan har utvecklats, snarare än att vara i en fas före huvudserien. Den uppskattade massan för NGC 6164/6165-nebulosorna är två gånger solens massa och den visar en kinetisk ålder på 3 × 103 år. Den omgivande stjärnvindbubblan är mycket äldre eller 2 × 105 år.
År 2008, observerades ett magnetfält med en längsgående styrka på −276 ± 88 G hos stjärnan. Den visar spektroskopisk variabilitet med en period på 7,031 ± 0,003 dygn, och har ett kväveöverskott på ungefär fyra gånger det i solen. Baserat på variationer i magnetfältets styrka, tolkas sjudygnsvariatonen som stjärnrotationsperioden. Röntgenstrålning har upptäckts och tolkas som att den har sitt ursprung i het plasma omkring en stjärnradie från fotosfären. 
Observationer av stjärnan gjorda mellan 2015 och 2019 visar en betydande förändring i spektrumet. Mätningar av radiell hastighet som gjordes under denna period tyder på att detta är en dubbelsidig spektroskopisk dubbelstjärna av stjärnor med hög massa. Initiala mätningar tyder på att de har en excentrisk omloppsbana med en period på cirka 26 år och en orbital excentricitet på 0,75. Endast ena delen av paret är magnetisk, och den verkar vara yngre än följeslagaren. Denna yngre stjärna kan ha bildats genom en sammanslagning med en tredje medlem av systemet, en händelse som kan förklara både magnetfältet och den omgivande nebulosan.

## Egenskaper
Primärstjärnan HD 148937 A är en blå till vit stjärna av  spektralklass O6f?p. Den har en massa av ca 30 solmassor och utsänder energi från dess fotosfär motsvarande ca 191 000 gånger solen vid en effektiv temperatur av ca 37 200 K.
Följeslagaren, 'HD 148937 B, har en massa av ca 27 solmassor och utsänder energi från dess fotosfär motsvarande ca 155 000 gånger solen vid en effektiv temperatur av ca 35 000 K.